# Вертикордия
Вертикордия (лат. Verticordia) — род вечнозеленых кустарников семейства Миртовые. Основной ареал растений — юго-западная часть штата Западная Австралия с небольшими, изолированными районами в северной части штата. После пересмотра в 1991 году таксономической классификации были выделены 3 подрода, 24 секции и 102 вида. Род очень разнообразен по внешнему виду и среде обитания.

## Биологическое описание
Вечнозелёный кустарник, высотой до 2 метров, два тропических вида достигают высоты 7 метров. Ствол прямой, ветвистый. Ветви чаще всего вертикальные, изредка поникшие
Листья от ланцентных до овальных, различных оттенков зелёного, собраны под соцветием.
Цветки яркие, всех цветов, кроме синего, собраны в горизонтальные соцветия. Каждый цветок состоит из пяти перистых лепестков и пяти цельных зубчатых лепестков. Распускаются одновременно или по очереди.

## Классификация
Близок к родам Chamelaucium, Rylstonea, и Darwinia, род Homoranthus, найденный в других штатах Австралии включает два вида, которые, как предполагается, раньше входили в род Вертикордия.
Александр Георг в 1991 году пересмотел таксономическую классификацию рода Вертикордия, в результате были созданы или заново описаны три подрода и двадцать четыре секции. Эта внутривидовая классификация была поддержана изучением хромосомных наборов растений и вариантов гибридизаций. Этот пересмотр сильно увеличил число таксонов — восемьдесят четыре новых вида, подвида и разновидностей.
В общих чертах таксономическая классификация выглядит следующим образом:
- Подрод Chrysoma Schauer, (1840).

Этот подрод разделен на семь секций.
- Подрод Verticordia A.DC..

Содержит одиннадцать секций.
- Подрод Eperephes A.S.George, (1991).

Содержит шесть секций.

### Таксономическое положение
|  |                                                                              |                      |                      |                      |                                                                |                      |                      |                      |                                                                               |                      |                      |  | |  |  |  |
|  | отдел Цветковые, или Покрытосеменные (классификация согласно Системе APG II) |                      |                      |                      |                                                                |                      |                      |                      |                                                                               |                      |                      |  | |  |  |  |
|  |                                                                              |                      |                      |                      |                                                                |                      |                      |                      |                                                                               |                      |                      |  | |  |  |  |
|  | порядок Миртоцветные                                                         | порядок Миртоцветные | порядок Миртоцветные | порядок Миртоцветные | порядок Миртоцветные                                           | порядок Миртоцветные | порядок Миртоцветные | порядок Миртоцветные | порядок Миртоцветные                                                          | порядок Миртоцветные | порядок Миртоцветные |  | ещё 44 порядка цветковых растений, из которых к миртоцветным наиболее близки Гераниецветные, Кизилоцветные, Кроссосомоцветные и Верескоцветные |  |  |  |
|  |                                                                              |                      |                      |                      |                                                                |                      |                      |                      |                                                                               |                      |                      |  | ещё 44 порядка цветковых растений, из которых к миртоцветным наиболее близки Гераниецветные, Кизилоцветные, Кроссосомоцветные и Верескоцветные |  |  |  |
|  | семейство Миртовые                                                           | семейство Миртовые   | семейство Миртовые   | семейство Миртовые   | семейство Миртовые                                             | семейство Миртовые   | семейство Миртовые   |                      | ещё 13 семейств, в том числе Комбретовые, Дербенниковые, Кипрейные и Пенеевые |                      |                      |  | ещё 44 порядка цветковых растений, из которых к миртоцветным наиболее близки Гераниецветные, Кизилоцветные, Кроссосомоцветные и Верескоцветные |  |  |  |
|  |                                                                              |                      |                      |                      |                                                                |                      |                      |                      | ещё 13 семейств, в том числе Комбретовые, Дербенниковые, Кипрейные и Пенеевые |                      |                      |  | ещё 44 порядка цветковых растений, из которых к миртоцветным наиболее близки Гераниецветные, Кизилоцветные, Кроссосомоцветные и Верескоцветные |  |  |  |
|  | род Вертикордия                                                              | род Вертикордия      | род Вертикордия      |                      | ещё более 130 родов, в том числе Эвкалипт, Чайное дерево, Мирт |                      |                      |                      | ещё 13 семейств, в том числе Комбретовые, Дербенниковые, Кипрейные и Пенеевые |                      |                      |  | ещё 44 порядка цветковых растений, из которых к миртоцветным наиболее близки Гераниецветные, Кизилоцветные, Кроссосомоцветные и Верескоцветные |  |  |  |
|  |                                                                              |                      |                      |                      | ещё более 130 родов, в том числе Эвкалипт, Чайное дерево, Мирт |                      |                      |                      | ещё 13 семейств, в том числе Комбретовые, Дербенниковые, Кипрейные и Пенеевые |                      |                      |  | ещё 44 порядка цветковых растений, из которых к миртоцветным наиболее близки Гераниецветные, Кизилоцветные, Кроссосомоцветные и Верескоцветные |  |  |  |
|  | 3 подрода, 24 секции и 101 вид                                               |                      |                      |                      | ещё более 130 родов, в том числе Эвкалипт, Чайное дерево, Мирт |                      |                      |                      | ещё 13 семейств, в том числе Комбретовые, Дербенниковые, Кипрейные и Пенеевые |                      |                      |  | ещё 44 порядка цветковых растений, из которых к миртоцветным наиболее близки Гераниецветные, Кизилоцветные, Кроссосомоцветные и Верескоцветные |  |  |  |
|  |                                                                              |                      |                      |                      | ещё более 130 родов, в том числе Эвкалипт, Чайное дерево, Мирт |                      |                      |                      | ещё 13 семейств, в том числе Комбретовые, Дербенниковые, Кипрейные и Пенеевые |                      |                      |  | ещё 44 порядка цветковых растений, из которых к миртоцветным наиболее близки Гераниецветные, Кизилоцветные, Кроссосомоцветные и Верескоцветные |  |  |  |
|  |                                                                              |                      |                      |                      |                                                                |                      |                      |                      | ещё 13 семейств, в том числе Комбретовые, Дербенниковые, Кипрейные и Пенеевые |                      |                      |  | ещё 44 порядка цветковых растений, из которых к миртоцветным наиболее близки Гераниецветные, Кизилоцветные, Кроссосомоцветные и Верескоцветные |  |  |  |
|  |                                                                              |                      |                      |                      |                                                                |                      |                      |                      |                                                                               |                      |                      |  | ещё 44 порядка цветковых растений, из которых к миртоцветным наиболее близки Гераниецветные, Кизилоцветные, Кроссосомоцветные и Верескоцветные |  |  |  |
|  |                                                                              |                      |                      |                      |                                                                |                      |                      |                      |                                                                               |                      |                      |  | |  |  |  |
|  |                                                                              |                      |                      |                      |                                                                |                      |                      |                      |                                                                               |                      |                      |  | |  |  |  |

### Список видов
Общее число видов — 101. Некоторые из них:
- Verticordia brownii (Desf.) DC. — Вертикордия Брауна
- Verticordia chrysantha — Вертикордия золотистая
- Verticordia densiflora Lindl. — Вертикордия густоцветковая
- Verticordia drummondii Schauer — Вертикордия Друммонда
- Verticordia grandiflora J.Drumm. — Вертикордия крупноцветковая
- Verticordia grandis J.Drumm. — Вертикордия крупная
- Verticordia humilis — Вертикордия приземистая
- Verticordia lehmannii — Вертикордия Лемана
- Verticordia mitchelliana — Вертикордия Митчела
- Verticordia monadelpha Turcz. — Вертикордия однобратственная
- Verticordia multiflora — Вертикордия многоцветковая
- Verticordia ovalifolia — Вертикордия овальнолистная
- Verticordia picta Endl. — Вертикордия расписная
- Verticordia plumosa (Desf.) Druce — Вертикордия перистая
- Verticordia spicata F.Muell. — Вертикордия колосковая